# سوني إكسبيريا يو
سوني اكسبيريا يو (بالإنجليزية: Sony Xperia U)‏ هو هاتف ذكي من سوني موبايل كوميونيكيشنز يعمل بنظام أندرويد، تم طرحه في الأسواق في 15 مايو 2012.

## الخصائص
- نظام التشغيل: أندرويد
- الشاشة: 854 × 480
- الوزن: 110 غرام
- المعالج: 1 جيجا هرتز ثنائي النواة
- الذاكرة: 512 ميجابايت
- التخزين: 8 جيجابايت